# Jauerling Gipfelkreuz
Jauerling Gipfelkreuz är ett berg i Österrike.   Det ligger i distriktet Krems och förbundslandet Niederösterreich, i den nordöstra delen av landet, 80 km väster om huvudstaden Wien. Toppen på Jauerling Gipfelkreuz är 968 meter över havet, eller 467 meter över den omgivande terrängen. Bredden vid basen är 11,2 km.
Terrängen runt Jauerling Gipfelkreuz är huvudsakligen kuperad. Närmaste större samhälle är Melk, 12,5 km söder om Jauerling Gipfelkreuz. 
I omgivningarna runt Jauerling Gipfelkreuz växer i huvudsak blandskog. Runt Jauerling Gipfelkreuz är det ganska tätbefolkat, med 75 invånare per kvadratkilometer.